# Quamtana lajuma
Quamtana lajuma är en spindelart som beskrevs av Huber 2003. Quamtana lajuma ingår i släktet Quamtana och familjen dallerspindlar. Inga underarter finns listade i Catalogue of Life.